# Abraham Lincoln: Vampire Hunter
Abraham Lincoln: Vampire Hunter is een Amerikaanse 3D-horrorfilm uit 2012. De film is een coproductie tussen Timur Bekmambetov en Tim Burton. Het verhaal is gebaseerd op het gelijknamige boek van auteur Seth Grahame-Smith. Grahame-Smith werd ingehuurd om het script van de film te maken. Hoofdrollen worden gespeeld door Benjamin Walker, Dominic Cooper, Anthony Mackie, Mary Elizabeth Winstead, Rufus Sewell en Marton Csokas
In dit grotendeels verzonnen verhaal wordt aangenomen dat er sinds de kolonisatie van Noord-Amerika al vampiers vanuit Europa overkomen. Zij voeden zich met de Afrikaanse slaven. President Abraham Lincoln wil de slavernij afschaffen. Dit tot groot ongenoegen van de vampiers: als de slaven vrije mensen worden, kunnen ze deze niet zomaar vermoorden om zich te voeden. Dit leidt uiteindelijk tot de Amerikaanse Burgeroorlog waar de vampiers het ganse continent voor zich willen hebben en alle levenden, blank of zwart, tot slaven willen omvormen. Abraham Lincoln gaat de strijd aan om de vampiers uit te roeien.
De opnames voor de film startten in maart 2011 in Louisiana. In België kwam de film uit in juni 2012, in Nederland in augustus 2012.

## Verhaal
De film start in 1818 waar Abraham Lincoln als kind bij zijn ouders Nancy en Thomas woont. Zij werken als opzichters op de plantage van Jack Barts. De arbeiders zijn slaven. De jonge Lincoln wordt bevriend met William Johnson, een zwarte jongen. Wanneer William door een opzichter wordt aangepakt, neemt Lincoln het voor hem op. Dit leidt tot het ontslag van Thomas. 's Nachts breekt Jack in het huis van de familie Lincoln en valt Nancy aan. Zij sterft niet veel later aan een ongekende ziekte. Volgens Thomas werd ze vergiftigd.
Negen jaar later wil Abraham wraak nemen en valt Barts aan op de dokken. Abraham schiet hem neer met een pistool, maar Barts blijkt een vampier te zijn. Hij gaat in tegenaanval. Net op het ogenblik Barts Lincoln wil doden, wordt hij gered door Henry Sturges. Sturges verklaart dat vampiers wel degelijk bestaan en geeft Abraham een opleiding als vampierenjager. Volgens Sturges stammen alle vampieren in Amerika af van Adam, een vampier die een plantage heeft in New Orleans, en zijn zuster Vadoma. Vampieren kunnen niet tegen zilver en er zijn er goede en kwade.
Na zijn opleiding wordt Lincoln gestuurd naar Springfield in Illinois. Daar start hij als assistent in de winkel van Joshua Speed en studeert ondertussen rechten. Sturges zendt Abraham via brieven welke bewoners vampieren zijn die gedood moeten worden. Tijdens zijn verblijf in Springfield wordt Abraham verliefd op Mary Todd met wie hij later trouwt.
Uiteindelijk kan Lincoln afrekenen met Barts. Net voordat Barts sterft, onthult hij dat Sturges ook een vampier is. Sturges erkent dat hij en zijn vrouw destijds door Adam en zijn clan werden gebeten. Omdat zijn ziel niet puur was, werd Sturges een vampier terwijl zijn vrouw stierf. Hierop trachtte Sturges Adam te doden, wat niet lukt. Volgens Adam kunnen vampiers enkel gedood worden door de levenden. Sindsdien traint Sturges vampierenjagers in de hoop dat ooit iemand Adam kan doden.
Adam komt de activiteiten van Lincoln te weten en ontvoert Johnson om Lincoln in een val te lokken. Dit plan lukt en Adam tracht Lincoln te overtuigen om zijn zijde te kiezen en zo de Verenigde Staten om te vormen tot een natie van ondoden. Omdat Lincoln weigert, wil Adam zijn keel oversnijden. Abraham en Johnson worden gered door Speed en dankzij de slaven veilig overgebracht naar Ohio.
Abraham wil zich verder opwerken in de politiek. Hij start een campagne om de slavernij in alle staten af te schaffen. Dit laatste is een doorn in het oog van Sturges. Volgens hem blijven de vampiers in de zuidelijke staten omdat zij de slaven gebruiken als voedselbron. Als de slavernij wordt afgeschaft, zullen de vampieren in opstand komen omdat ze niet langer op een ietwat legale manier de slaven verder kunnen doden zonder dat er iemand om kraait. Echter kan Sturges Lincoln niet overtuigen wat leidt tot het einde van hun vriendschap. Lincoln staakt ook zijn activiteit als vampierenjager.
In 1860 wordt Lincoln verkozen tot president. Niet veel later start de Amerikaanse Burgeroorlog. De eerste veldslagen, zoals de Eerste Slag bij Bull Run, zijn een ramp voor het Amerikaanse leger omdat zij worden overrompeld door de buitengewone krachten van de vampieren uit de confederatie. Lincoln wil dit probleem oplossen door de vampieren te laten verhongeren en kondigt de emancipatieproclamatie af waardoor alle slaven voor altijd vrij worden. In eerste instantie lijkt dit te lukken, maar Vadoma slaagt erin om het Witte Huis te betreden en Willy Lincoln te doden. Sturges verneemt dit nieuws en neemt terug contact op met Abraham. Hij kan namelijk Willy nog omvormen tot vampier, wat Abraham weigert. Adam stuurt zijn vampiers naar meer noordelijke regionen en zij geraken tot in Gettysburg. Tijdens de eerste dag van de slag bij Gettysburg winnen de vampiers. Dan komt Lincoln op een idee: hij confisqueert al het zilverwerk in Washington D.C. om dit om te smelten tot oorlogswapens. Speed informeert echter Adam dat Lincoln het zilverwerk per trein zal overbrengen.
Adam en Vadoma zetten een brug van de spoorlijn in vuur en vallen vervolgens de trein aan met een horde andere vampiers. Tijdens het gevecht komt Adam te weten dat de trein enkel stenen bevat. Speed verklaart dat hij hiervan wist en Adam in een val wou lokken. Daarop vermoordt Adam Speed. Adam wordt daarop vermoord door Lincoln met een zilveren zakhorloge.
Ondertussen hebben Mary en de ex-slaven het zilverwerk overgebracht naar Gettysburg via de Underground Railroad. Daar tracht Vadoma Mary aan te vallen, maar wordt gedood omdat Mary een zilveren ketting van haar overleden zoon op haar afvuurt. De vampieren starten een grote aanval, maar worden bijna allemaal uitgeroeid door het leger dankzij de zilveren wapens.
Twee jaar later vertelt Sturges aan Lincoln op 14 april 1865 dat de resterende vampieren zich over het ganse land hebben verspreid. Sturges tracht Lincoln te overtuigen om vampier te worden zodat hij onsterfelijk wordt om samen andere mensen om te scholen tot vampierenjagers. Lincoln weigert en vertrekt met zijn vrouw naar het theater waar hij wordt vermoord door John Wilkes Booth.
De film verspringt dan naar het huidige Amerika waar Sturges ergens in Washington, D.C. in een bar zit en een man ontmoet die zich zo bezat dat hij wellicht ruzie heeft met zijn vrouw of iemand wil vermoorden. De manier van deze ontmoeting is net dezelfde als met Lincoln.

## Cast
| Acteur                  | Personage               | Opmerking |
| ----------------------- | ----------------------- | --- |
| Benjamin Walker         | Abraham Lincoln         | Naast een politieke carrière en het presidentschap is hij ook een vampierenjager |
| Dominic Cooper          | Henry Sturges           | Hij leidt Lincoln op als vampierenjager. Zelf werd hij ongewild vampier. Hij wil wraak nemen op de vampier die zijn vrouw doodde, maar kan dit zelf niet omdat enkel levenden de vampiers kunnen doden. |
| Mary Elizabeth Winstead | Mary Todd Lincoln       | Lincolns vrouw |
| Anthony Mackie          | William Johnson         | Lincolns beste vriend |
| Jimmi Simpson           | Joshua Speed            | vriend en assistent van Lincoln |
| Rufus Sewell            | Adam                    | de machtige leider van een vampierenclan |
| Marton Csokas           | Jack Barts              | eigenaar van een plantage en vampier die Lincolns moeder vermoordde |
| Joseph Mawle            | Thomas Lincoln          | vader van Abraham Lincoln |
| Robin McLeavy           | Nancy Lincoln           | moeder van Abraham Lincoln |
| Erin Wasson             | Vadoma                  | zus van Adam |
| John Rothman            | Jefferson Davis         | |
| Cameron M. Brown        | William Wallace Lincoln | derde zoon van Abraham Lincoln |
| Frank Brennan           | Jeb Nolan               | Senator |
| Jaqueline Fleming       | Harriet Tubman          | |
| Alan Tudyk              | Stephen A. Douglas      | |